# Andy Hanson
Andrew Anthony “Andy” Hanson (* 7. März 1932 in Falfurrias, Texas; † 22. Oktober 2008 in Dallas) war ein US-amerikanischer Fotojournalist.
Seine Laufbahn begann bei der Houston Post, für die er neben seinem Studium an der University of Houston als Fotoreporter arbeitete. Nach dem Abschluss des Studiums im Jahr 1955 war er in Vollzeit für die Houston Post tätig.
Im Mai 1960 übersiedelte er nach Dallas. Er fand eine Anstellung in der neu geschaffenen Fotoredaktion des Dallas Times Herald, die in den folgenden Jahren sein beruflicher Fixpunkt blieb.
1996 erwarb die Dallas History and Archive Division der Dallas Public Library von Hanson über 23.000 Fotografien und etwa 11.000 Rollen mit auf 35 mm gedrehten Schwarzweißfilmen, die zwischen 1960 und 1990 entstanden waren. Sein Portfolio umfasst Bilder von nationalen und lokalen Politikern, Wirtschaftsführern, Sängern, Musikern, Schauspielern, Sporthelden und Komödianten. Es stellt die umfangreichste, der Öffentlichkeit zugängliche Sammlung zeitgeschichtlicher Dokumente zur Geschichte der Stadt dar.
Hanson starb am 22. Oktober 2008 in seinem Haus in Dallas an Komplikationen im Zusammenhang mit seiner Diabeteserkrankung und Herzversagen.

## Quelle
- Dallas Public Library (Hrsg.): Andy Hanson (1932–2008)

| Personendaten    | Personendaten                               |
| ---------------- | ------------------------------------------- |
| NAME             | Hanson, Andy                                |
| ALTERNATIVNAMEN  | Hanson, Andrew Anthony (vollständiger Name) |
| KURZBESCHREIBUNG | US-amerikanischer Fotojournalist            |
| GEBURTSDATUM     | 7. März 1932                                |
| GEBURTSORT       | Falfurrias, Texas                           |
| STERBEDATUM      | 22. Oktober 2008                            |
| STERBEORT        | Dallas                                      |